# Famille Czobor
Czobor de Czoborszentmihály (en hongrois : czoborszentmihályi Czobor) est le patronyme d'une ancienne famille de la noblesse hongroise.

## Historique
Le premier ancêtre connu de la famille est un certain János Czobor au XIVe siècle. Son fils, Miklós est répertorié en 1364 sous le nom de Czobor de Czoborszentmihály. 
Le petit-fils de ce Miklós, Mihály I Czobor , est capitaine du château de Buda. Le petit-fils de Mihály, Imre Czobor, est főispán des comitats de Pozsony et Bodrog au tournant des XIVe et  XVIe siècle. Les petits-enfants d'Imre sont élevés au rang de baron en 1588 dont Imre II Czobor, vice-palatin de Hongrie. 

Bálint Czobor est titré comte en 1652. Son fils est le général comte Ádám Czobor († 1691), qui combattit plusieurs fois contre les Turcs et les Français, dont le fils, le comte Márk Czobor († 1728), fut également général et Maître des portes.

La famille s'éteint avec le comte et chambellan József Czobor (1705-1785), personnage fantasque et joueur proche de la Cour qui finit ruiné. Il était le petit-fils, par sa mère Marie-Antonie, du prince Jean-Adam Ier de Lichtenstein. 

## Personnalités
- baronne Erzsébet Czobor (hu)  (1572-1626), écrivain, poète, épouse du palatin György Thurzó.
- Imre I Czobor (XVe-XVIe siècle) főispán des comtés de Bratislava et Bodrog, diplomate de Vladislas II, gouverneur du duché d'Oppeln (1492-1515).
- Imre Czobor (hu) (1520-1581), Grand-chambellan, palatin de Hongrie.
- Márton Czobor (XVe-XVIe siècle) ban de belgrad, főispán de Bodrog, Grand-chambellan de Vladislas II.
- Mihály Czobor (XVe siècle) est le capitaine du château de Buda.
- Imre II Czobor, Grand échanson du Hongrie (1630).